# XV Cuerpo de Ejército (bando republicano)
El XV Cuerpo de Ejército fue una formación militar perteneciente al Ejército Popular de la República que luchó durante la Guerra Civil Española. Llegó a operar inicialmente en el frente del Norte, formada por tropas del frente santanderino, si bien tuvo una corta vida operativa. La unidad sería recreada nuevamente en 1938, al mando del teniente coronel Manuel Tagüeña, teniendo una participación destacada durante la batalla del Ebro.

## Historial

### Frente Norte
El 6 de agosto de 1937 el comandante del Ejército del Norte, general Mariano Gamir Ulibarri, llevó a cabo una reorganización de sus fuerzas: el antiguo Cuerpo de ejército santanderino fue reconvertido en el XV Cuerpo de Ejército, que quedó bajo el mando del teniente coronel José García Vayas y con el teniente coronel Luis López Piñeiro como jefe de Estado Mayor. La formación contaba con cuatro divisiones y con la 177.ª Brigada Mixta como unidad de reserva.
El 14 de agosto comenzó la esperada ofensiva franquista en la zona, comenzando los primeros ataques por el sur (en torno a Reinosa) que iban acompañados de fuertes incursiones aéreas. Desde el principio las cosas fueron mal para el XV Cuerpo, que empezó a sufrir en sus propias carnes la desproporción existente entre ambos bandos. Como consecuencia de las primeras derrotas, el 17 de agosto se produjo la sustitución del teniente coronel García Vayas en el mando por el más eficiente Francisco Galán. Pero la destreza y habilidad del Galán no fueron suficientes para poner freno al descalabro republicano tras la destrucción de la Bolsa de Reinosa, el día 17. Tras ello vino la retirada general del ejército republicano en la zona. El XV Cuerpo de Ejército, debido a las fuertes pérdidas que sufrió, sería disuelto el 29 de agosto.

### Recreación
El 16 de abril se creó en Cataluña un cuerpo de ejército que recuperaba la numeración «XV». Esta unidad, formada sobre los restos de la Agrupación «Tagüeña», quedó compuesta por tres divisiones —3.ª, 35.ª y 42.ª— y bajo el mando del teniente coronel Manuel Tagüeña. Estas fuerzas estaban compuestas en parte por restos de la retirada republicana de Aragón y en parte por efectivos procedentes de los nuevos reemplazos (la llamada «Quinta del biberón»). Cuando se completó su formación el XV Cuerpo de Ejército tenía una masa de maniobra compuesta poro 30.000 efectivos. A principios de junio quedó integrado en el Ejército del Ebro.
Batalla del Ebro
De cara a la batalla del Ebro estaba previsto que el XV Cuerpo de Ejército constituyera una de las fuerzas principales de maniobra: según los planes republicanos, la formación debía atacar en zona de la cabeza de puente de Ribarroja-Flix-Ascó-Fatarella. En las primeras horas del 25 de julio de 1938 las unidades republicanas empezaron a cruzar el río Ebro por numerosos puntos, en un amplio frente. La 226.ª Brigada Mixta de la 42.ª División fue una de las primeras unidades que cruzó.
El XV Cuerpo cruzaría el río masivamente entre las poblaciones de Mequinenza y Ascó, llevando el peso de las operaciones en la zona norte de la ofensiva republicana. Asimismo, y con el objeto de distraer la atención del enemigo, se realizaron otros dos pasos menores. Uno de estos fue lanzado por la 42.ª División, que cruzó el río entre Mequinenza y Fayón, logrando establecer una cabeza de puente y en un rápido avance sus tropas llegan hasta los Altos de los Auts. No obstante, debido a la fuerte reacción de los «nacionales» en esta zona y a la total carencia de apoyo artillero, los republicanos no consiguieron la toma de ninguna de estas dos poblaciones y quedaron frenados en su avance. Durante los siguientes meses las fuerzas del XV Cuerpo de Ejército mantendrían una larga lucha de desgaste que supondrá un grave quebranto para sus efectivos y equipo militar. La situación se mantuvo en un punto muerto hasta principios de noviembre, cuando la resistencia republicana se vino abajo.
A la caída de la tarde del día 15 de noviembre, bajo las órdenes de Manuel Tagüeña, todo estaba preparado en Flix para el cruce del río por parte de las tropas gubernamentales que se han ido replegando. A las cuatro y media de la madrugada, ya día 16, los últimos combatientes republicanos han cruzado a la margen izquierda. Después de haber evacuado el material de guerra y a los últimos soldados, Tagüeña ordenó volar el puente de hierro de Flix.
Retirada de Cataluña
A finales de diciembre de 1938, al comienzo la ofensiva franquista de Cataluña, la unidad se encontraba en la retaguardia como reserva del Ejército del Ebro. A pesar de estar gravemente desgastado por los combates del Ebro, el XV Cuerpo de Ejército participó en el contraataque republicano contra la penetración enemiga. La resistencia republicana logró mantener sus posiciones durante unos días, pero la superioridad franquista acabaría forzando el hundimiento de todo el frente.
A partir del 17 de enero el XV Cuerpo de Ejército fue situado en la zona costera, comenzando la retirada hacia la frontera francesa, sin siquiera poder evitar la caída de Barcelona, el 26 de enero. Lo cierto es que se encontraba ya muy mermado en efectivos tanto humanos como materiales como para poder ofrecer una resistencia efectiva. A comienzos de febrero algunas unidades del mermado ejército republicano intentaron organizar un foco de resistencia al norte de Cataluña, tentativa que no prosperaría. Entre el 5 y el 9 de febrero los restos del XV Cuerpo cruzaron la frontera, donde fueron internados en campos de concentración.

## Mandos
Comandantes en Jefe
- Teniente coronel Manuel Tagüeña, desde el 16 de abril de 1938;

Comisarios
- José Fusimaña Fábregas, del PSUC;[20][21]

Jefes de Estado Mayor
- Mayor de milicias Manuel Martínez Sánchez-Simarro,[22][23] desde el 16 de abril de 1938;
- Mayor de milicias Luis Gullón,[n. 2] desde el 12 de enero de 1939;

## Orden de batalla
| Fecha               | Ejército adscrito  | Frente de batalla | Divisiones integradas             |
| 6 de agosto de 1937 | Ejército del Norte | Santander         | 52.ª, 53.ª, 54.ª y 55.ª           |
|                     |                    |                   |                                   |
| 16 de abril de 1938 | —                  | Retaguardia       | 3.ª, 35.ª y 42.ª                  |
| 3 de agosto de 1938 | Ejército del Ebro  | Ebro              | 3.ª, 16.ª y 60.ª                  |
| Diciembre de 1938   | Reserva del GERO   | Retaguardia       | 3.ª, 35.ª y 42.ª                  |
| 17 de enero de 1939 | Ejército del Ebro  | Costa             | 3.ª 35.ª, 42.ª, 24.ª, 43.ª y 56.ª |
| 27 de enero de 1939 | Ejército del Ebro  | Llobregat         | 35.ª, 42.ª, 43.ª                  |